# Bonification Bentivoglio
La bonification Bentivoglio est l'ouvrage le plus important et le plus rationnel de bonification hydraulique (it) réalisé entre le XVe et le XIXe siècle dans la Bassa padana. 
Elle est réalisée selon le projet du marquis Cornelio Bentivoglio qui, vers le milieu du XVIe siècle fit construire un collecteur dit Fiuma sur le territoire de Gualtieri. Il conduisait les eaux d'écoulement dans le réservoir de la bonification Parmigiana-Moglia (it) dans la localité de Torrione di Gualtieri et poursuivant vers l'est les déversait dans la Secchia au niveau de la localité de Bondanello di Moglia. 
Pour la réalisation, entre 1572 et 1576, de ce canal de drainage il a fallu traverser le Crostolo avec une construction souterraine en maçonnerie, la botte ou berceau (appelé pont-siphon en France), longue de 76 mètres et 2,55 et 2,20 de diamètre. L'ouvrage construit en un seul été fonctionne parfaitement. Le canal Parmigiana-Moglia est la clé de voûte d'un système permettant d'écouler les eaux de tout le territoire. Toutefois la bonification tant attendue ne fut pas réalisée complètement car s'il existait bien un collecteur principal, il manquait quasiment toutes les infrastructures et le réseau pour convoyer les eaux vers le réservoir et donc vers la Secchia. 
Dès l'époque du marquis Bentivoglio, des regroupements spontanés se sont formés dans l'objectif de collecter des contributions pour les ouvrages de bonification. Ces regroupements de personnes furent dénommés « confraternités » puis « congrégations ». Il était prévu, lors de la construction, que les ducs de Ferrare, Parme et Mantoue fournissent chacun 3 000 ouvriers et que les propriétaires versent huit lires et demi par biolca (it). 
Les anciennes sociétés de bonification Bentivoglio-Enza et Parmigiana-Moglia sont réunies depuis 2009 sous l'égide d'un organisme public, le Consortium de bonification de l'Émilie centrale.